# 美濃郡代
美濃郡代（みのぐんだい）とは、江戸時代に4ヶ所設置された郡代の一つ。別名上方郡代。

## 概要
美濃国中西部と伊勢国桑名郡の一部の幕府直轄領の民治を司る行政官であり代官である。勘定奉行支配で、席次は関東郡代に次ぎ焼火間詰。役高は四百俵あったという。
美濃国内の幕府領19万石余りの内で、厚見郡12村、石津郡5村、多芸郡11村、不破郡20村、安八郡16村、池田郡1村、大野郡6村、本巣郡23村、席田郡1村、方県郡6村については、大垣藩が預地として所管した。
郡上郡・加茂郡・恵那郡は、享保11年(1726年)8月から万延元年(1860年)までは飛騨郡代が所管し、その内、享保14年(1729年)から万延元年(1860年)までは高山陣屋の出先である下川辺出張陣屋が所管した。
その他、八神毛利氏預地や信楽代官所管もあって、美濃の幕府領全てを管轄していたわけではない。

## 歴史
関ヶ原の戦い後、幕府は美濃国に奉行を置くこととし、特に木曽川と飛騨川の重要性からその統一支配を図った。美濃国奉行として着任したのが大久保長安で、木曽や飛騨からの木材の調達、特に慶長11年（1606年）の江戸城、慶長12年の駿府城、慶長15年の名古屋城、その他の寺社仏閣の部材の搬出の裁量権を持っていた。
大久保長安の死後、美濃国奉行は郡代あるいは代官制に移行し、勘定奉行直属の者が派遣されるようになった。
陣屋は当初は可児郡姫村に置かれたが、二代代官の岡田善政のときに同郡徳野村、三代代官の名取長知のときに笠松に移築された（笠松陣屋を参照）。
笠松陣屋には幕臣の手付（手附）、准幕臣の手代、地元の役人の地役人が置かれた（初期の人員構成は手付5名、手代12名、地役人12名）。

## 歴代郡代
「岐阜県史」や「川辺町史」で岡田将監善同から始まる24代とされている。
1. 岡田善同　慶長18年-寛永8年
2. 岡田善政　寛永8年-万治3年
3. 名取長知　万治3年-寛文7年　陣屋を笠松に移転
4. 杉田長昌　寛文8年-天和3年
5. 甲斐庄正之　天和3年-貞享2年
6. 岩手信吉　貞享2年-元禄12年
7. 辻守参　元禄12年-享保3年　以降、滝川貞寧を除き郡代となる。
8. 辻守雄　享保3年-享保20年　在職中病没。笠松蓮国寺に葬られる。
9. 井沢為永　享保20年-元文2年
10. 滝川貞寧　元文2年-延享3年
11. 青木安清　延享3年-宝暦8年　宝暦治水で二ノ手工区を担当。郡上一揆で処罰。
12. 千種直豊　宝暦8年-明和3年
13. 千種惟忠　明和3年-天明6年
14. 千種鉄十郎　天明6年-天明8年　失政により遠島となる。
15. 辻富守　天明8年-寛政3年
16. 鈴木正勝　寛政3年-寛政11年
17. 辻守貞　寛政11年-文化2年　辻富守孫。在職中に没。笠松法伝寺に葬られる。
18. 三河口輝昌　文化2年-文化7年
19. 滝川惟一　文化7年-文化11年
20. 松下堅徳　文化11年-文政11年
21. 野田斧吉　文政11年-天保6年　万寿騒動により召還。江戸への途上で急死したが、自害の可能性が指摘されている。
22. 柴田政方　天保6年-嘉永4年　嘉永元年、飛騨郡代が管轄していた加茂郡の一部が移管される。
23. 岩田信忍　嘉永4年-慶応3年　文久3年、管轄に飛騨郡代が管轄していた下川辺陣屋管内が加わる。
24. 屋代忠良　慶応3年-慶応4年

## 美濃郡代関連寺院
江月寺(岐阜県羽島郡岐南町)